# Йон Ауртенече
Йон Ауртенече (ісп. Jon Aurtenetxe, нар. 3 січня 1992, Аморебієта-Ечано) — іспанський футболіст, захисник клубу «Атлетік Більбао». Грав за молодіжну збірну Іспанії.

## Клубна кар'єра
Народився 3 січня 1992 року в місті Аморебієта-Ечано. Вихованець юнацьких команд місцевого клубу «Аморебієта» та «Атлетік Більбао».
У дорослому футболі дебютував 2009 року виступами за команду клубу «Атлетік Більбао», в якій провів чотири сезони, взявши участь у 68 матчах чемпіонату. 
Протягом 2013-2014 років грав на умовах оренди за «Сельта Віго», після чого повернувся до головного баскського клубу.

## Виступи за збірні
2008 року дебютував у складі юнацької збірної Іспанії, взяв участь у 16 іграх на юнацькому рівні, відзначившись одним забитим голом.
Протягом 2012–2013 років залучався до складу молодіжної збірної Іспанії. На молодіжному рівні зіграв у 2 офіційних матчах.

## Статистика виступів

### Статистика клубних виступів
Станом на 22 квітня 2012 року
| Сезон                       | Команда                     | Чемпіонат                   | Чемпіонат | Чемпіонат | Національний кубок | Національний кубок | Національний кубок | Континентальні кубки | Континентальні кубки | Континентальні кубки | Інші змагання | Інші змагання | Інші змагання | Усього | Усього |
| Сезон                       | Команда                     | Ліга                        | Ігор      | Голів     | Ліга               | Ігор               | Голів              | Ліга                 | Ігор                 | Голів                | Ліга          | Ігор          | Голів         | Ігор   | Голів  |
| --------------------------- | --------------------------- | --------------------------- | --------- | --------- | ------------------ | ------------------ | ------------------ | -------------------- | -------------------- | -------------------- | ------------- | ------------- | ------------- | ------ | ------ |
| 2009–10                     | «Атлетік Більбао»           | ПД                          | 0         | 0         | КІ                 | 0                  | 0                  | ЛЄ                   | 1                    | 0                    |               | 0             | 0             | 1      | 0      |
| 2010–11                     | «Атлетік Більбао»           | ПД                          | 10        | 0         | КІ                 | 2                  | 0                  |                      | -                    | -                    |               | -             | -             | 12     | 0      |
| 2011–12                     | «Атлетік Більбао»           | ПД                          | 29        | 1         | КІ                 | 8                  | 1                  | ЛЄ                   | 10                   | 1                    |               | -             | -             | 47     | 2      |
| Усього за «Атлетік Більбао» | Усього за «Атлетік Більбао» | Усього за «Атлетік Більбао» | 39        | 0         |                    | 10                 | 1                  |                      | 11                   | 1                    |               | 0             | 0             | 60     | 2      |
| Усього за кар'єру           | Усього за кар'єру           | Усього за кар'єру           | 39        | 0         |                    | 10                 | 1                  |                      | 11                   | 1                    |               | 0             | 0             | 60     | 2      |

## Досягнення
- Чемпіон Європи (U-19):

Іспанія (U-19) : 2011